# Сульфид цинка

Элементарная ячейка кристаллов типа сфалерита.
__ Zn __S

Сульфи́д ци́нка, сернистый цинк, — бинарное неорганическое соединение цинка и серы. Цинковая соль сероводородной кислоты.

## Распространение в природе
В природе ZnS встречается в виде минералов сфалерита α-ZnS (цинковая обманка) — основного сырья для получения цинка и вюрцита β-ZnS, — редкого минерала с таким же химическим составом, но отличающегося от сфалерита типом кристаллической решётки.

## Некоторые свойства
Сульфид цинка — бесцветные кристаллы, желтеющие при нагревании свыше 150 °C. При нормальных условиях устойчива α-модификация. При атмосферном давлении не плавится, а сублимируется. Под давлением 15 МПа (150 атм) плавится при 1850 °C. Помимо двух основных кристаллических форм, сульфид цинка может кристаллизоваться в ряде политипных форм.
Во влажном воздухе сульфид цинка окисляется до сульфата; при нагревании на воздухе образуется ZnO и SO2.
В воде нерастворим, в кислотах растворяется с образованием соответствующей соли цинка и выделением сероводорода.
При легировании следами меди, кадмия, серебра и других металлов приобретает способность к люминесценции.

## Получение
Сульфид цинка может быть получен пропусканием газообразного сероводорода через водные растворы солей цинка, например, хлорида, обменной реакцией водорастворимой соли цинка с водорастворимым сульфидом, например, щелочных металлов, прямым синтезом из элементов — сплавлением порошков цинка и серы.
Сульфид цинка может быть получен при воздействии ударных волн на смесь порошков цинка и серы.

## Применение

### Люминофоры
Применяется для создания люминофоров, через двоеточие указан легирующий металл: ZnS:Ag (с синим цветом свечения) — для цветных кинескопов и в качестве сцинтиллятора для детектирования альфа-излучения; (Zn, Cd)S:Ag — для усиливающих рентгеновских экранов, ZnS:Cu (с зелёным цветом свечения) — для светящихся табло, панелей, люминофоров осциллографических трубок, в составе светосоставов постоянного действия на шкалах авиационных и военных измерительных приборов (также входят в состав галогениды членов ряда урана-238 и урана-235) (см. радиолюминесценция).

### Лазерная техника
Сульфид цинка типа сфалерита — полупроводниковый материал с шириной запрещённой зоны 3,54—3,91 эВ, используется, в частности, в полупроводниковых лазерах.

### Регистрация элементарных частиц
Крупные монокристаллы, активированные серебром или редкоземельными металлами применяют в качестве сцинтилляторов для регистрации ионизирующих излучений.

### Нанотехнологии
Наноструктуры на основе сульфида цинка используются в медицине, оптоэлектронике, лазерной технике, QD-LED дисплеях и т. д.

### Инфракрасная оптика
Сульфид цинка используется для изготовления ИК-прозрачных окон и линз. Наибольшая прозрачность обеспечивается для излучения с длиной волны от 8 до 14 мкм, т. н. средний диапазон инфракрасного излучения.